# Tripogon multiflorus
Tripogon multiflorus là một loài thực vật có hoa trong họ Hòa thảo. Loài này được Miré & H.Gillet miêu tả khoa học đầu tiên năm 1956.